# Elecciones generales de las Islas Caimán de 1996
Elecciones generales tuvieron lugar en las Islas Caimán el 20 de noviembre de 1996. El resultado fue una victoria para el National Team gobernante, el cual ganó nueve de los quince escaños en la Asamblea Legislativa.

## Resultados
| Partido                              | Votos  | %      | Asientos | +/–   |
| ------------------------------------ | ------ | ------ | -------- | ----- |
| National Team                        | 12 210 | 42 ,9  | 9        | –3    |
| Alianza Democrática                  | 5 067  | 38 ,8  | 2        | Nuevo |
| Team Cayman                          | 4 526  | 11 ,5  | 1        | Nuevo |
| Independientes                       | 3 592  | 1 ,8   | 3        | 0     |
| Total                                | 25 395 | 100    | 15       | 0     |
| Votos válidos                        | 8 872  | 99 ,32 |          |       |
| Votos en blanco/nulos                | 61     | 0 ,68  |          |       |
| Total                                | 8 933  | 100    |          |       |
| Electores registrados/participación  | 10 450 | 85 ,48 |          |       |
| Fuente: Elections Today, Winter 1997 |        |        |          |       |